# Wemperhardt
Wemperhardt (Luxemburgs: Wämperhaart) is een plaats in de gemeente Weiswampach en het kanton Clervaux in Luxemburg. 
Beiler · Binsfeld · Breidfeld · Holler · Leithum · Maulusmühle · Wemperhardt

Luxemburgse gemeenten · Kanton Clervaux · Luxemburg